# Akta sprawy H.
Akta sprawy H. (alb. Dosja H.) – powieść albańskiego pisarza Ismaila Kadare. Po raz pierwszy została wydana w roku 1990. Polski przekład powieści, dokonany z języka francuskiego przez Annę Laurent i wydany w 1994 r., był czwartym przekładem powieści Kadarego na język polski.

## Fabuła
W połowie lat 30. do jednej ze wsi północnej Albanii przyjeżdża dwóch irlandzkich badaczy kultury starożytnej: Max Roth i Willy Norton. W toku badań nad twórczością Homera chcą dowieść, czy jest możliwe aby niewidomy śpiewak był twórcą wielkich poematów. Badacze są przekonani, że Albania należy do tych nielicznych miejsc, gdzie pieśń epicka przekazywana z pokolenia na pokolenie przez guślarzy przetrwała od starożytności. Przybysze zatrzymują się w oberży "Bawola Kość", gdzie są pod ścisłą obserwacją agenta Dul Uchobylskiego (Dulle Baxhaj), śledzącego obcych na polecenie podprefekta miejscowej policji. Władze podejrzewają przybyszy o szpiegostwo. Tylko Daisy, żona podprefekta, marząca o światowym życiu pragnie ugościć Irlandczyków najlepiej jak potrafi. Wyprawa kończy się splądrowaniem ich pokojów w gospodzie i zniszczeniem taśm, na których nagrywano wypowiedzi miejscowej ludności. Powieść zawiera szereg aluzji do ekspedycji Milmana Parry'ego i Alberta Lorda, którzy prowadzili badania nad tradycją oralną Bośni.
Peter Morgan określił powieść mianem Ezopowej krytyki reżimu komunistycznego.

## Recenzje (w języku polskim)
- Red, Magazyn Literacki 1999/6-7, s.88.

## Inne tłumaczenia powieści
- 1992: H for Homer (norw. tłum. Bente Christensen), wyd. Oslo
- 1993: El expediente H. (hiszp. tłum. Ramon Sánchez), wyd. Madryt
- 1998: H. dosierra (bask. tłum. Juan Arzallus), wyd. Euba
- 1999: Dosarul H (rum. tłum. Marius Dobrescu), wyd. Bukareszt
- 2000: H sŏryu (kor. tłum. Chʻŏr-hwa Pak), wyd. Seul
- 2001: Le dossier H. (franc. tłum. Jusuf Vrioni), wyd. Paryż
- 2001: Dossie H (port. tłum. Barbara Bray), wyd. São Paulo